# Rhizophoragewächse
Die Rhizophoragewächse (Rhizophoraceae) sind eine Pflanzenfamilie innerhalb der Ordnung der Malpighienartigen (Malpighiales). Ihr Verbreitungsgebiet umfasst die Tropen und Subtropen. Die Arten von vier der fünfzehn Gattungen sind Mangrovenbäume. Man unterscheidet ungefähr 120 bis 140 Arten, die größte Anzahl davon wird der Gattung Cassipourea zugeordnet.

## Beschreibung

### Vegetative Merkmale
Die Arten der Familie der Rhizophoraceae sind immergrüne Bäume oder Sträucher.
Die meist gegenständigen oder zweizähligen (bijugate), bei manchen Cassipourea-Arten zu dritt in Wirteln an den Zweigen stehenden, gestielten Laubblätter haben eine ledrige Spreite; diese ist ganzrandig oder hat gebuchtete, gezähnte oder gesägte Ränder. Kennzeichnend sind die oft großen, interpetiolaren (= zwischen den Blattstielen wachsenden, diese verbindenden) Nebenblätter, die im unteren Bereich auf der den Zweigen zugewandten Seite drüsige Anhänge (Kolleteren) besitzen.

### Generative Merkmale
Die Blüten stehen einzeln in den Blattachseln oder werden an seitenständigen, zymösen, traubigen oder bündeligen Blütenständen gebildet.
Die radiärsymmetrischen und meist zwittrigen Blüten mit doppeltem Perianth sind meist vier- bis sechszählig (in Ausnahmefällen drei- bis zwanzigzählig). Die meist fleischigen oder ledrigen, klappenförmigen Kelchblätter umschließen die Blütenknospe, ohne sich zu überlappen. Die Kronblätter sind gewöhnlich behaart, tragen oft wimpernähnliche Fortsätze und können genagelt (am Grund stark verschmälert) sein. Jedes Kronblatt umschließt ein oder mehrere Staubblätter. Die 8 bis 40 Staubblätter sind nicht mit den Kronblättern verwachsen; die Staubfäden können an ihrer Basis miteinander verwachsen sein. Meist zwei bis fünf (selten bis zu 20) Fruchtblätter sind zu einem ober- bis unterständigen Fruchtknoten verwachsen. Meist sind zwei Samenanlagen je Fruchtknotenkammer vorhanden. Der Griffel endet in einer kopfigen oder zweilappigen Narbe.
Es werden meist fest-fleischige Beeren oder Kapselfrüchte gebildet; bei den Mangrovenarten kommt Viviparie vor. Die Samen können Flügel besitzen. Der chlorophyllhaltige Embryo ist gerade.

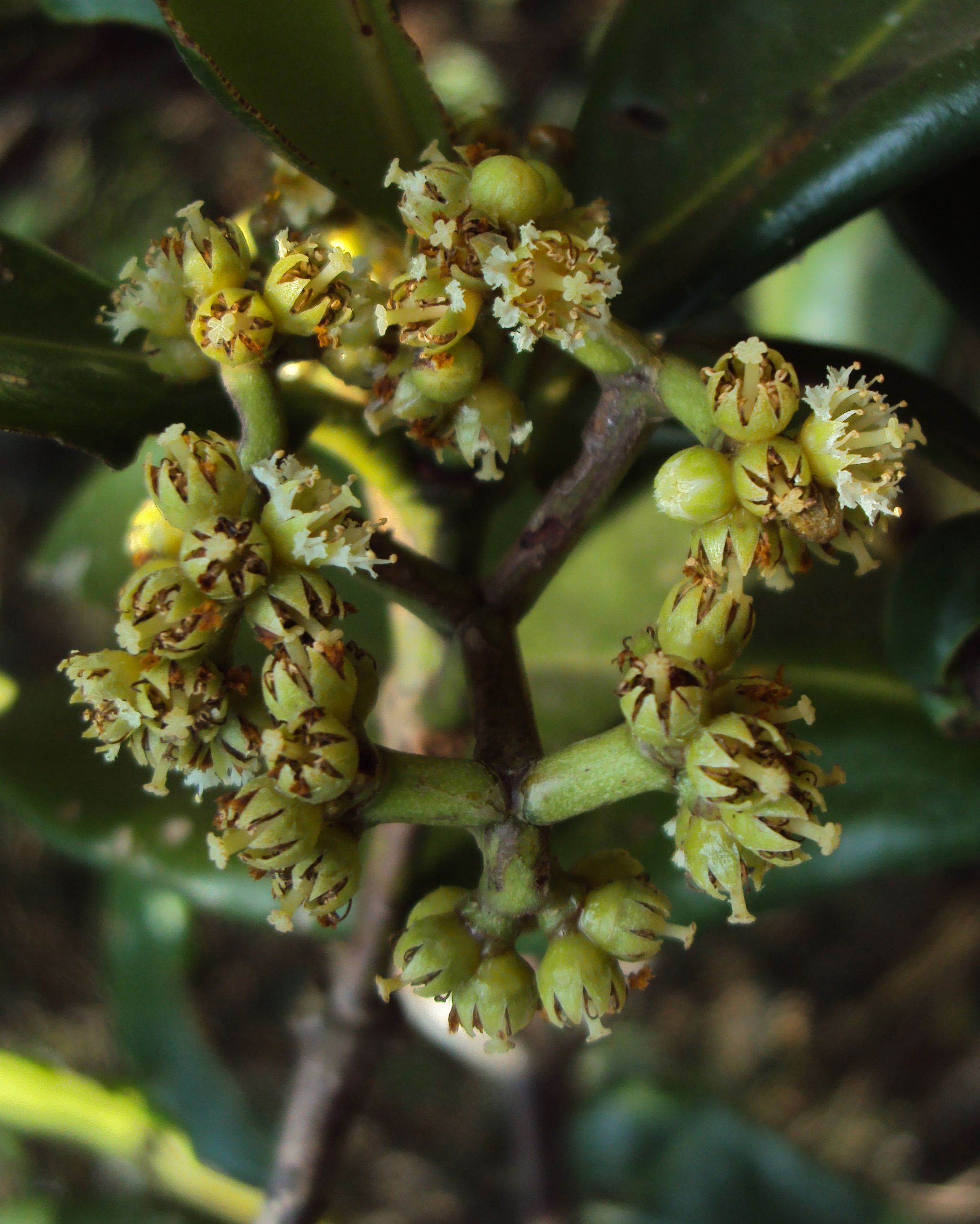
Tribus Gynotrocheae: Carallia brachiata

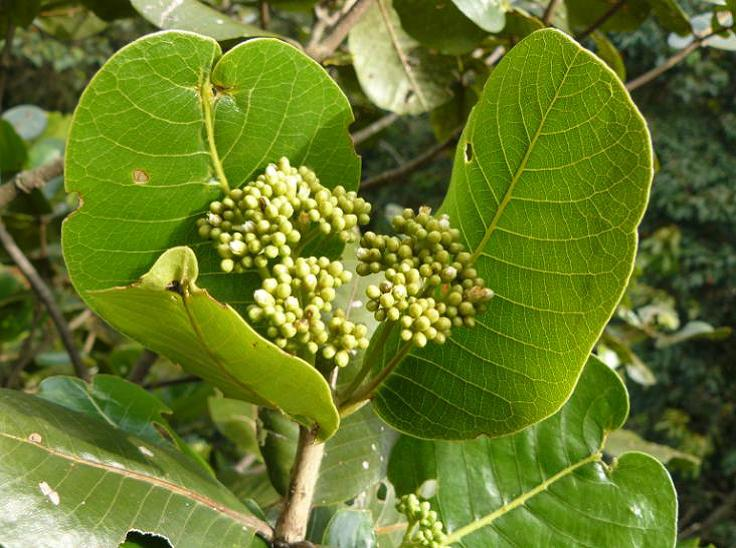
Tribus Macarisieae: Blütenstand und Laubblätter von Sterigmapetalum tachirense

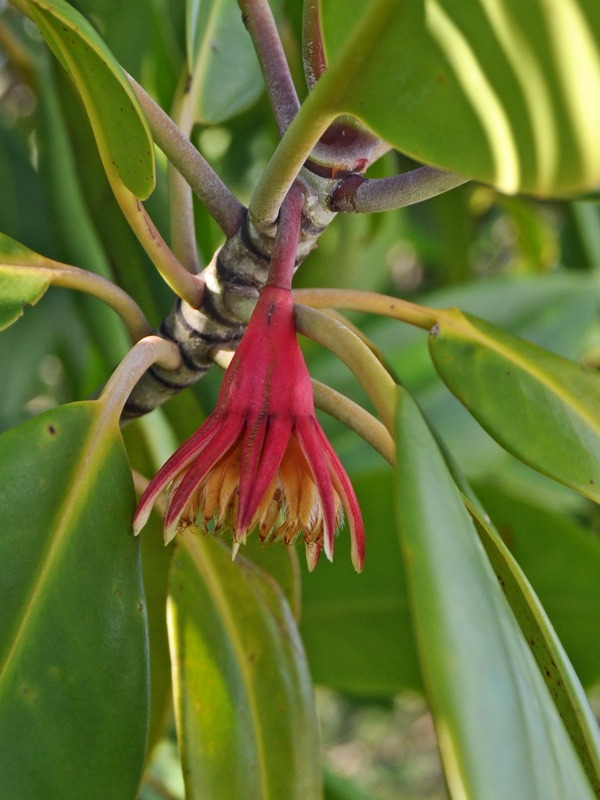
Tribus Rhizophoreae: Bruguiera gymnorrhiza

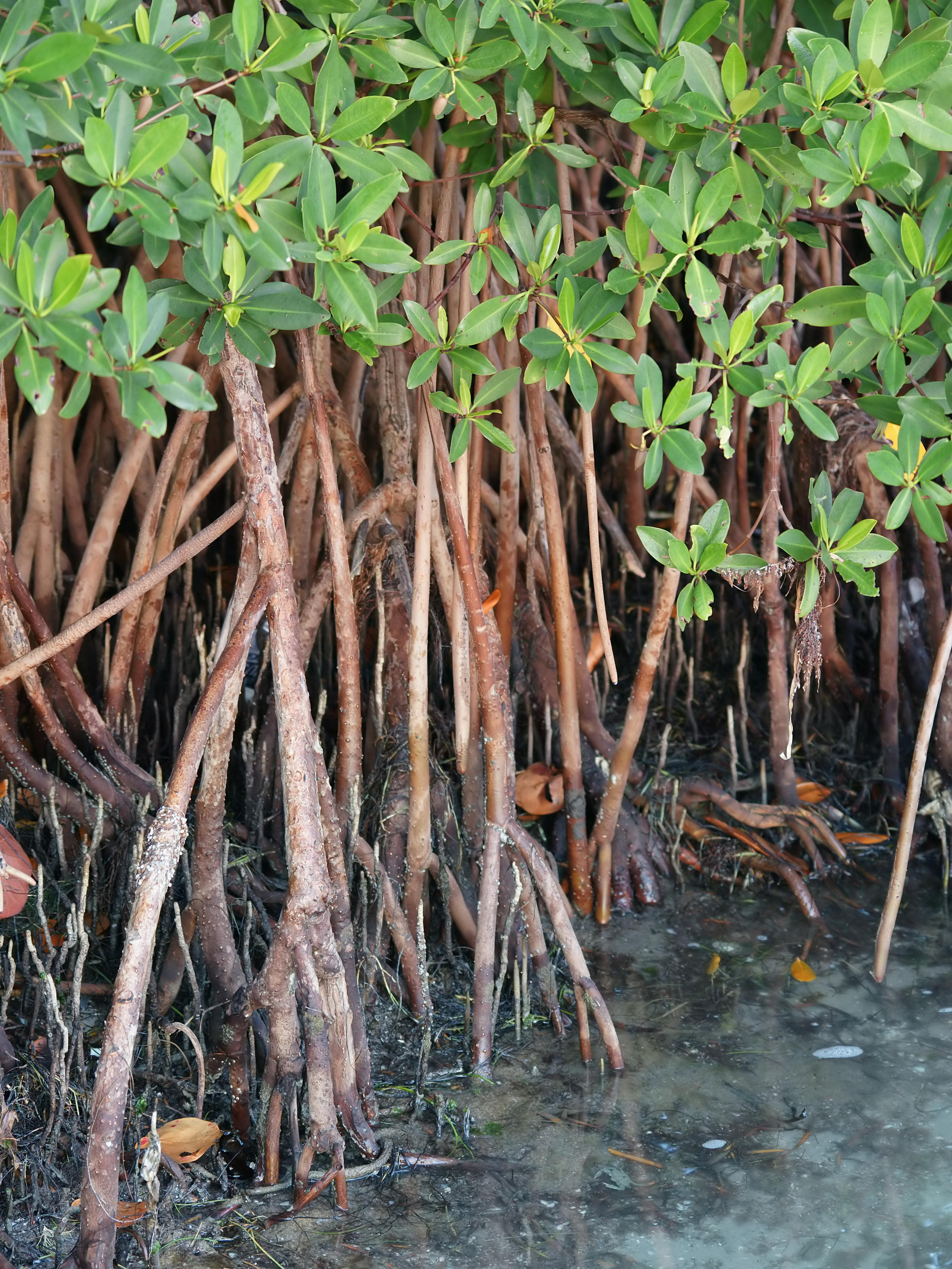
Tribus Rhizophoreae: Rhizophora mangle

## Systematik
Die Zuordnung der Rhizophoraceae zur Ordnung der Malpighiales wird vor allem durch molekulargenetische Befunde gestützt. Die Zuordnung anhand von morphologischen Merkmalen ist schwierig. In der Vergangenheit wurden Rhizophoraceae u. a. der Ordnung der Myrtenartigen (Myrtales) zugerechnet und auch als eigene Ordnung Rhizophorales geführt. Schwestergruppe der Rhizophoraceae sind wahrscheinlich die Erythroxylaceae. Die traditionell den Rhizophoraceae zugeordneten Anisophylleaceae werden heute als eigenständige Familie innerhalb der Ordnung der Kürbisartigen (Cucurbitales) geführt.
Die Familie wurde 1806 durch Christiaan Hendrik Persoon in Synopsis Plantarum 2(1), S. 2 aufgestellt. Typusgattung und damit namensgebende Gattung ist Rhizophora. Synonyme für Rhizophoraceae Pers. sind: Cassipoureaceae J.Agardh, Legnotidaceae Endl., Macarisiaceae J.Agardh, Paletuvieraceae Lam. ex T.Post & Kuntze.
Die Familie der Rhizophoraceae wird in drei Tribus mit insgesamt etwa 16 Gattungen gegliedert:
- Tribus Gynotrocheae: Mit vier Gattungen und etwa 40 Arten. Terrestrisch. Madagaskar und Asien:
  - Carallia Roxb.: Mit etwa zehn Arten.
    - Carallia brachiata (Lour.) Merr.: Madagaskar bis Indien, Südchina, Südostasien bis Australien und Neuguinea.

  - Crossostylis J.R.Forst. & G.Forst.: Mit etwa 12 Arten
  - Gynotroches Blume: Mit wohl nur einer Art:
    - Gynotroches axillaris Blume; sie kommt in Südostasien vor

  - Pellacalyx Korth.: Mit sieben oder acht Arten.
- Tribus Macarisieae: Mit sieben Gattungen und etwa 87 bis 94 Arten. Terrestrisch. Afrika, indischer Subkontinent und Neotropis:
  - Anopyxis (Pierre) Engl.: Mit nur einer Art:
    - Anopyxis klaineana (Pierre) Engl.; sie kommt im tropischen Afrika vor

  - Anstrutheria Gardner: Mit nur einer Art (die aber auch zu Cassipourea gestellt wird):
    - Anstrutheria africana Benth.; sie kommt in Afrika vor

  - Blepharistemma Wall. ex Benth.: Mit nur einer Art:
    - Blepharistemma serratum (Dennst.) Suresh; sie kommt in Südasien vor

  - Cassipourea Aubl.: Mit etwa 76 Arten
  - Comiphyton Floret: Mit nur einer Art:
    - Comiphyton gabonense Floret; sie kommt in Gabun vor

  - Dactylopetalum Benth. (vielleicht in Cassipourea Aubl.)
  - Macarisia Thouars: Mit zwei Arten
  - Paradrypetes Kuhlm.: Mit zwei Arten
  - Sterigmapetalum Kuhlm.: Mit etwa sieben Arten
- Tribus Rhizophoreae: Mit vier Gattungen und etwa 16 Arten. Mangroven. Pantropisch:
  - Bruguiera Savigny: Mit etwa sechs Arten.
  - Ceriops Arn.: Mit etwa fünf Arten.[7]
  - Kandelia (DC.) Wight & Arn.: Mit nur zwei allopatrischen Arten.
  - Rhizophora L.: Mit acht oder neun Arten.

Die Monophylie von Gynotrocheae und Macarisiae ist angezweifelt worden, wird aber von molekulargenetischen Untersuchungen (rbcL) bestätigt; demnach stehen Macarisiae den beiden anderen Taxa als Schwestergruppe gegenüber. Die üblicherweise zur Familie der Euphorbiaceae gestellte brasilianische Gattung Paradrypetes mit nur zwei Arten scheint molekulargenetischen Befunden zufolge zu den Rhizophoraceae zu gehören.
Die ältesten sicheren fossilen Nachweise dieser Familie stammen aus dem Londonton (Eozän). Daneben sind nur wenige gleichaltrige oder jüngere Einzelfunde, u. a. aus Ägypten und von Trinidad, bekannt.